# سارة ويليس (موسيقية)
سارة ويليس (بالإنجليزية: Sarah Willis)‏ هي موسيقية بريطانية وأمريكية، ولدت في 1969 في ماريلند في الولايات المتحدة.

## وصلات خارجية
- الموقع الرسمي
- سارة ويليس على موقع IMDb (الإنجليزية)
- سارة ويليس على موقع ميوزك برينز (الإنجليزية)
- سارة ويليس على موقع أول ميوزيك (الإنجليزية)
- سارة ويليس على موقع ديسكوغز (الإنجليزية)
- سارة ويليس على موقع قاعدة بيانات الفيلم (الإنجليزية)
- سارة ويليس على موقع كينوبويسك (الروسية)